# Биоводород

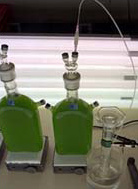
Производство водорода с помощью водорослей

Биоводород — водород, полученный из биомассы.
В настоящее время во всём мире ежегодно производится около 50 млн тонн водорода. Из них примерно 48 % производится из природного газа, 30 % из нефти, и 18 % из угля. При производстве водорода из углеводородов получается большое количество СО2, который является одной из причин глобального потепления. К тому же не все страны обладают собственными углеводородами. Решением этих проблем может стать производство водорода из биомассы.
Водород из биомассы получается термохимическим или биохимическим способом.

## Термохимический метод
При термохимическом методе биомассу нагревают без доступа кислорода до температуры 500—800 °C (для отходов древесины), что намного ниже температуры процесса газификации угля. В результате процесса выделяется H2, CO и CH4.
Себестоимость процесса $5–7 за килограмм водорода. В будущем возможно снижение до $1,0—3,0.

## Биохимический метод
В биохимическом процессе водород вырабатывают различные бактерии, например, Rodobacter speriodes, Enterobacter cloacae.
Возможно применение различных энзимов для ускорения производства водорода из полисахаридов (крахмал, целлюлоза), содержащихся в биомассе. Процесс проходит при температуре 30 °C и нормальном давлении. Себестоимость водорода около $2 за кг.

## Биофотолиз
Учёные Калифорнийского университета в Беркли в 1999 году обнаружили, что если водорослям не хватает кислорода и серы, то процессы фотосинтеза у них резко ослабевают и начинается бурная выработка водорода.
Водород может производить группа зелёных водорослей, например, Chlamydomonas reinhardtii. Водоросли могут производить водород из морской воды, или канализационных стоков.

## Из биогаза
Водород может производиться риформингом биогаза или лэндфилл-газа.